# Рубинштейн, Илья Иосифович
Илья Иосифович Рубинштейн (15 декабря 1962, Москва — 24 марта 2020, там же) — российский сценарист, режиссёр, актёр театра и кино, писатель.

## Биография
Окончил Московский Экономико-статистический институт в 1985 году. Несколько лет был экономистом Госкомстата РСФСР, а после актёром театра-студии «Группа граждан». В 1995 году окончил актёрский факультет Екатеринбургской студии ГИТИСа и со следующего года начал сниматься в кино. В 1999 году окончил сценарный факультет ВГИК им. С. А. Герасимова.
Автор книг «Старлей, Победа и весна» (2006), «Дворовый романс» (2005), «Футбол на двоих» (2006), «Мы жили в семьдесят девятом» (2008), «Дисбат» (2009), «Песни из ка/фэ» (2013).
Илья Рубинштейн умер 24 марта 2020 года в Москве.

### Избранная фильмография
| Год  | Фильм | Сценарист | Актёр | Режиссёр | Примечания |
| ---- | ----- | --------- | ----- | -------- | ---------- |
| 2004 | Папа  | Да        | Да    | Нет      |            |
| 2007 | Май   | Да        | Нет   | Да       |            |

## Награды и премии
- Фильм «Май»: специальный приз жюри Всероссийского конкурса киносценариев
- Фильм «Папа»: номинация «Лучший фильм года» национальной премии «Золотой орел» (2004)